# Palpostoma subsessile
Palpostoma subsessile är en tvåvingeart som beskrevs av Malloch 1931. Palpostoma subsessile ingår i släktet Palpostoma och familjen parasitflugor. Inga underarter finns listade i Catalogue of Life.